# Iniciativa de Paz Árabe
A Iniciativa de Paz Árabe (em árabe: مبادرة السلام العربية; em hebraico: יוזמת השלום הערבית), também conhecida como Iniciativa Saudita (em árabe: مبادرة السعودية; em hebraico: היוזמה הסעודית), é uma proposta de 10 frases para encerrar o conflito árabe-israelense que foi endossada pela Liga Árabe em 2002 na Cúpula de Beirute e re-endossada nas conferências dessa organização multilateral de 2007 e 2017.
A iniciativa oferece a normalização das relações entre o mundo árabe e Israel, em troca da retirada completa de Israel dos territórios ocupados após a Guerra dos Seis Dias, uma "solução justa" para o problema dos refugiados palestinos com base na Resolução 194 da ONU e o estabelecimento de um Estado palestino com Jerusalém Oriental como sua capital. A iniciativa inicialmente foi ofuscada pelo massacre de Netaya, um ataque terrorista palestino que ocorreu em 27 de março de 2002, no dia anterior à publicação da Iniciativa.

## Recepção
A Autoridade Palestina liderada por Yasser Arafat imediatamente abraçou a iniciativa. Seu sucessor, Mahmoud Abbas, também apoiou o plano e pediu oficialmente ao presidente dos Estados Unidos Barack Obama que o adotasse como parte de sua política no Oriente Médio. O partido político islâmico Hamas, o governo eleito da Faixa de Gaza, estava profundamente dividido em 2007, com a maioria das facções rejeitando o plano.
O governo israelense sob Ariel Sharon rejeitou a iniciativa como "iniciativa inviável" porque exigia que Israel se retirasse para as fronteiras pré-junho de 1967. Em 2015, o primeiro-ministro israelense Benjamin Netanyahu declarou que existiam "aspectos positivos e aspectos negativos para isso [a iniciativa]", mas ele se opôs aos apelos da Iniciativa para que Israel se retirasse das Colinas de Golã e repatriasse os refugiados palestinos. Em 2018, ele a rejeitou completamente como base para futuras negociações com os palestinos.